# Episodi di 14º Distretto (terza stagione)
La terza stagione della serie televisiva 14º Distretto è stata trasmessa in anteprima in Germania da Das Erste tra il 10 marzo 1987 e il 6 febbraio 1989.
| nº | Titolo originale       | Titolo italiano | Prima TV Germania | Prima TV Italia |
| -- | ---------------------- | --------------- | ----------------- | --------------- |
| 1  | Das Tagebuch           | inedito         | 10 marzo 1987     | inedito         |
| 2  | Kälteeinbruch          | inedito         | 19 dicembre 1988  | inedito         |
| 3  | Ein ganz normaler Tag  | inedito         | 2 gennaio 1989    | inedito         |
| 4  | Zielschuss Rot         | inedito         | 9 gennaio 1989    | inedito         |
| 5  | Die neue Kollegin      | inedito         | 16 gennaio 1989   | inedito         |
| 6  | Eine böse Überraschung | inedito         | 23 gennaio 1989   | inedito         |
| 7  | Dame in Not            | inedito         | 30 gennaio 1989   | inedito         |
| 8  | Geiselnahme            | inedito         | 6 febbraio 1989   | inedito         |